# Akquinet

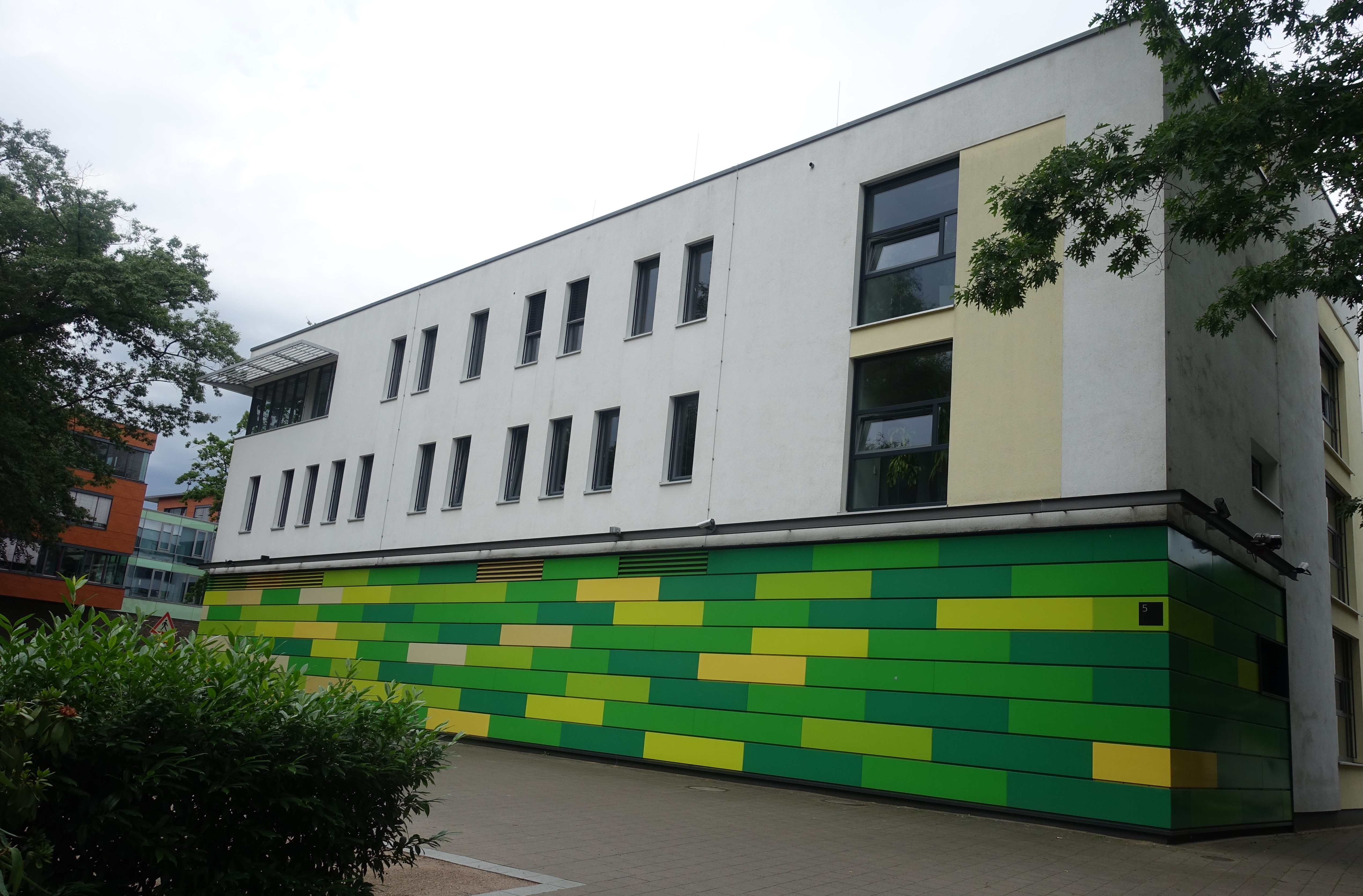
Das frühere Verwaltungsgebäude der Firma Akquinet in Hamburg-Alsterdorf

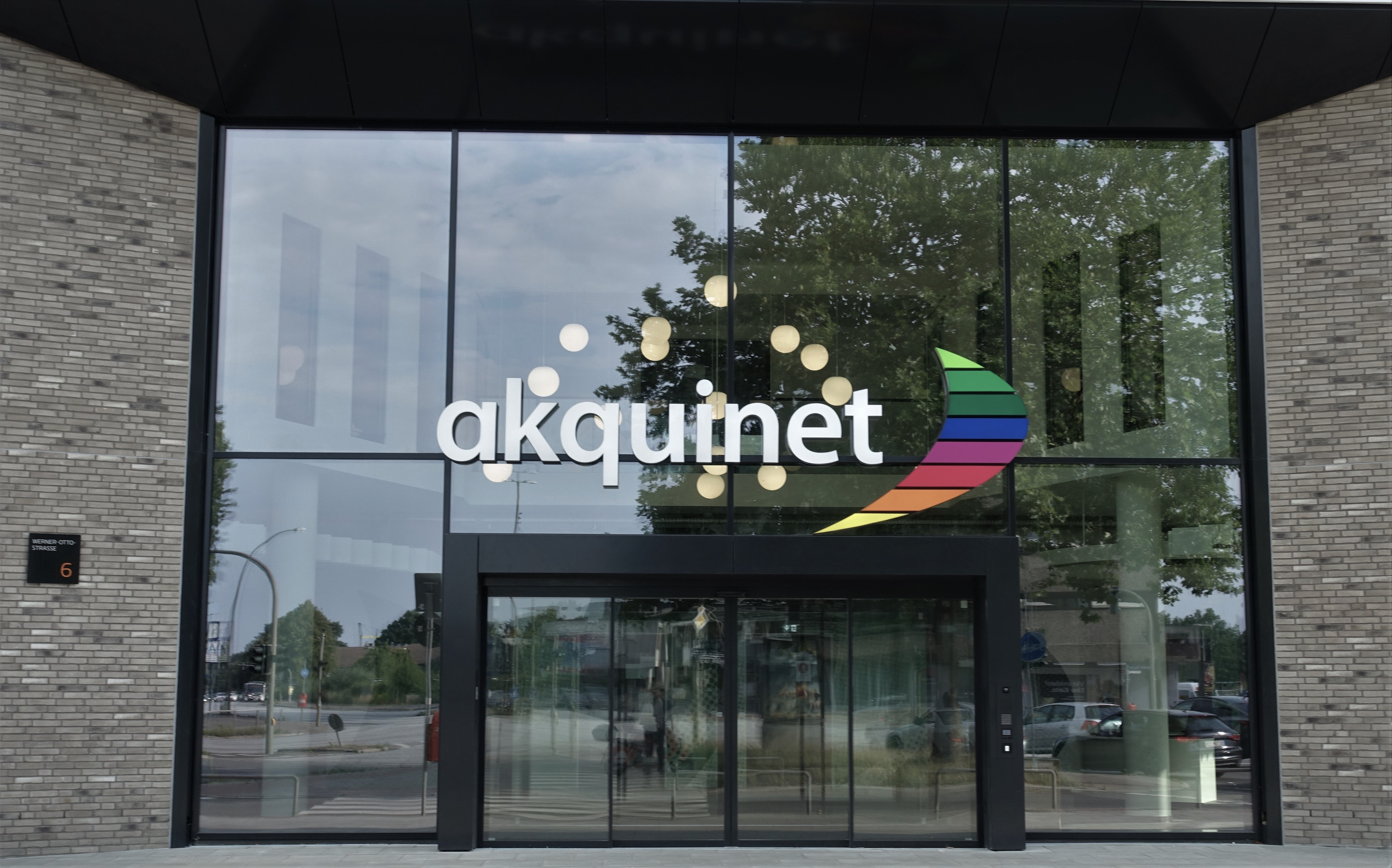
Eingangsbereich akquinet Verwaltung in Hamburg-Bramfeld Werner-Otto-Straße 6

Die akquinet GmbH ist ein international tätiger IT-Dienstleister mit Hauptsitz in Hamburg. Das Unternehmen versteht sich als Software-Integrator, -Entwickler, Beratungspartner und Outsourcing-Spezialist.

## Unternehmensprofil
Das Unternehmen leistet die Einführung von ERP- und Kollaborationssystemen (SAP, Microsoft Infor) und entwickelt individuelle Softwarelösungen. Im Maschinen- und Anlagenbau, dem öffentlichen Sektor, Sozialwirtschaft, Gesundheitswesen, Logistik und Handel verfügt die akquinet GmbH über Branchenexpertise. Die akquinet baut Rechenzentren und betreibt Rechenzentren in Hamburg, Norderstedt und Itzehoe. In Deutschland, Österreich der Schweiz, Belgien, Polen, der Tschechischen Republik, Großbritannien und den USA hat Akquinet 25 operative Gesellschaften an 29 Standorten.

### Geschäftsfelder
- Business Consulting: Geschäftsprozessberatung/IT-Strategieberatung/Business Intelligence
- Individuelle Software-Lösungen: Software Engineering/User Experience/App-Entwicklung
- SAP: Security & Compliance/Outsourcing & Managed Services/Prozess-Applikationssupport
- Infor: Infor MoveX & M3 Infor N
- Microsoft: Dynamics 365/Dynamics NAV/Dynamics CRM/SharePoint Portale/Marketing Automation* SAP-Security-Lösungen, S 4/HANA
- Outsourcing und Cloud: Platform Services/Housing Services/Application Management/Datacenter & Infrastructure Services
- Rechenzentrum (RZ): RZ-Produkte und -lösungen/RZ-Betrieb/RZ-Umzug
- Branchenlösung und Know-How: Hafen-, Terminal- und Logistikberatung, CHESSCON Simulation[2]

### Konzernstruktur
Die akquinet GmbH ist in fünf Business Units gegliedert, zu denen die Tochtergesellschaften zugeordnet sind:
- SAP
- Microsoft
- Infor
- Outsourcing/Datacenter
- Consulting & Individuelle Lösungen

Darüber hinaus werden zentrale Services für alle Business Units erbracht, wie u. a. Personal- und Rechnungswesen oder Marketing.

## Geschichte
Norbert Frank und Klaus-Dieter Gerken gründeten die akquinet AG 2002 als Kooperations- und Akquise-Netzwerk (daher Namensbildung „akqui-Net“). Dabei übernahm akquinet die Vertriebstätigkeiten für einen Unternehmensverbund von mehreren IT-Unternehmen mit unterschiedlichen technologischen Ausrichtungen.
Gemeinsam mit der Evangelischen Stiftung Alsterdorf in Hamburg gründete akquinet AG 2004 das gemeinnützige Unternehmen akquinet Outsourcing gGmbH. Sie baute für die Stiftung das erste Rechenzentrum in Deutschland, das als Integrationsbetrieb geführt wird mit einem Anteil von mindestens 40 Prozent Menschen mit Behinderung.
Die Fachhochschule Wedel und akquinet gründeten 2012 das Institut für Softwaretechnik und Outsourcing an der FH Wedel GmbH. Über das Institut können die Studiengänge „Wirtschaftsinformatik“ und „IT-Management, Consulting & Auditing“ abgeschlossen werden.
2012 baute akquinet ein Twin Datacenter (auf zwei Standorte verteiltes, baugleiches Rechenzentrum) in Hamburg und Norderstedt. Hierdurch wurden 20 neue Arbeitsplätze für Menschen mit Handicap geschaffen.
2018 beschloss Akquinet seine etwa 600 Mitarbeitenden in Hamburg künftig an einem Standort zusammenzuziehen. Hierfür wurden ab 2022 Büroräumlichkeiten in dem Bauprojekt „Bramfelder Spitze“ in Hamburg-Bramfeld angemietet.
2021 hat das HAM-02 von Akquinet als erstes Rechenzentrum überhaupt das neue Umweltzeichen DE-ZU 214 als „Klimaschonendes Co-Location-Rechenzentrum“ des Blauen Engels erhalten.
2022 investierte die Deutsche Beteiligungs AG in Akquinet. In einem Management-Buy-out (MBO) wurden alle Anteile der Aktionäre erworben. Mitarbeitende in aktiver Management- und Geschäftsführungsverantwortung haben sich an der neuen akquinet GmbH rückbeteiligt. Die Deutsche Beteiligungs AG erwarb auch ein Rechenzentrum von Akquinet und erbaut ein weiteres Rechenzentrum
Im Juli 2022 zogen viele der Hamburger Standorte zusammen in das neue Unternehmensgebäude  nach Hamburg-Bramfeld.
Nachfolgend erwarb Akquinet in den Jahren 2022 und 2023 die Unternehmen Enghofer Koch Consulting, SI-Consulting und Maximum Solution Consulting.

### Leistungen
Das Leistungsspektrum umfasst Strategie, Planung, Steuerung und Umsetzung von komplexen Transformationsvorhaben im Business-IT-Bereich: Einführung von IT-Systemen, Optimierung von IT-Prozessen, Modernisierung der IT-Architektur, Security-Konzepte und -lösungen für die Unternehmens-IT, Betreiben von IT-Anwendungen und Bereitstellen einer Cloud-Lösung.

### Standorte
Die akquinet GmbH hat 22 Standorte in Deutschland: Hamburg (Zentrale), Aschaffenburg, Berlin, Bremen, Bremerhaven, Buseck, Grünwald, Heiligenhaus, Itzehoe, Jena, Kiel, Landshut Lübeck, Mettlach-Orscholz, Neu-Isenburg, Norderstedt, Nürnberg, Rees, Wedel, Rostock.
International: Erembodegem (Belgien), Wien und Linz (Österreich), Caxias do Sul (Brasilien), Breslau und Posen (Polen), Wollerau (Schweiz), Brno (Tschechische Republik), Cottingham (Vereinigtes Königreich), Tampa (USA) und Sydney (Australien). 

## Gesellschaftliches Engagement
Gemeinsam mit der Evangelischen Stiftung Alsterdorf wurde 2004 eine gemeinnützige Gesellschaft gegründet und 40 % der dort Beschäftigen sind Menschen mit Behinderung, denen langfristig ein qualifizierter Arbeitsplatz angeboten wird. Diese Idee wurde auf das gesamte Unternehmen ausgeweitet.

## Auszeichnung
- 2019 die akquinet AG erhält den Hamburger Inklusionspreis[8]
- 2021 erhält das HAM-02 das Umweltzeichen DE-ZU 214 als „Klimaschonendes Co-Location-Rechenzentrum“ des Blauen Engels
- 2022 wird Akquinet von Kununu als „Top Company“ ausgezeichnet
- 2023 erhält das Rechenzentrum in Norderstedt als erstes Rechenzentrum das Zertifikat „Sustainable Datacenter“ des TÜV Rheinland